# The Edge (Beyrouth)
Pour les articles homonymes, voir The Edge et Edge.
The Edge est un gratte-ciel en construction à Beyrouth au Liban. Il s'élèvera à 220 mètres. Sa construction est actuellement suspendue. 